# Río Ivinhema
El río Ivinhema (pronunciación: "iviñema")  es un río brasileño que discurre por el estado de Mato Grosso del Sur. Este río desemboca en el río Paraná, del que es afluente, sobre su margen derecha. Hasta 1870 (fin de la Guerra del Paraguay)  fue llamado Igurey  por los hispanoparlantes y considerado el límite noreste de la República del Paraguay, como antes lo había sido del Virreinato del Río de la Plata.
Del nombre dado a este río por los brasileños derivan el nombre de una ciudad (Ivinhema)  y su municipio (Ivinhema) así como el de una reserva natural el Parque Estadual das Várzeas do Rio Ivinhema (Parque Estadual de las áreas inundables del Río Iviñema). 
El principal afluente del Ivinhema es el río Vacaria (Vaquería) que confluye desde el noroeste desembocando en el Ivinhema por su margen izquierda (en este caso norte), para los hispanos y en especial para los paraguayos el Ygurey o auténtico Ivinhema era el constituido por el curso del Vaquería y el curso del actualmente llamado Ivinhema.
- Datos: Q9071838
- Multimedia: Ivinhema River / Q9071838